# Slapstick
Slapstick (aus dem englisch slapstick comedy [ˈslæpstɪkˌkɒmədi]) ist ein Filmgenre und eine spezielle Form der Filmkomödie. Charakteristisch für den Slapstick sind körperbezogene, wortlose, visuelle Formen der Komik (Sight Gags), in Abgrenzung zu Dialogwitz und Situationskomik in der Screwball-Komödie und der Romantic Comedy oder dem Spiel mit Genre-Elementen wie in der Filmparodie.
Slapstick bildete sich bereits im frühen Kino der Attraktionen heraus und zählt seit der Stummfilmzeit zu einer der wichtigsten Komödiengattungen. Standardsituationen wie Prügeleien, Verfolgungsjagden, Tortenschlachten und Explosionen können bisweilen bis zur Zerstörung ausarten, was der körperbetonten Komik anarchische Züge verleiht.

## Etymologie
Der Begriff Slapstick leitet sich von der Pritsche des Narren her, die großen Lärm erzeugt, dem Geschlagenen aber keine ernsthaften Schmerzen zufügt. Der Slapstick steht damit in einer Tradition, die sich letztlich von der Commedia dell’arte herleitet.

## Typische Slapstick-Komödien
Slapstick spielte vor allem in der Stummfilmzeit eine große Rolle mit Schauspielern wie Charlie Chaplin, Buster Keaton, Harold Lloyd, den Marx Brothers sowie Laurel und Hardy oder Karl Valentin. Zu späteren Vertretern gehören Slapstick-Größen wie Jacques Tati, Jerry Lewis, Peter Sellers und Louis de Funes. Auch Jim Carrey, Leslie Nielsen und Rowan Atkinson sind für eine entsprechende Rollenauswahl bekannt.
Typische Slapstick-Komödien sind beispielsweise:
- Safety Last! mit Harold Lloyd (1923)
- The General von Buster Keaton (1926)
- City Lights von Charlie Chaplin (1931)
- Der verrückte Professor (1963)
- Pink-Panther-Reihe mit Peter Sellers (1963–1983)
- Silent Movie (1976)
- Kentucky Fried Movie (1977)
- Police Academy (1984)
- Mel Brooks’ Spaceballs (1987)
- Die nackte Kanone (1988)
- Mr. Bean (1989)
- Hot Shots (1991)
- Das Leben stinkt (1991)
- Ace Ventura – Ein tierischer Detektiv (1994) und Ace Ventura – Jetzt wird’s wild (1995)
- Guest House Paradiso (1999)
- Scary Movie (2000)
- Der Schuh des Manitu (2001)
- Der WiXXer (2004)
- Larva (2011)

## Slapstick in Cartoons
Slapstick-Humor findet sich besonders ausgeprägt in klassischen Zeichentrickserien des 20. Jahrhunderts.  Einige der bekanntesten Beispiele sind:
- Looney Tunes (1930)
- Popeye the Sailor (1933)
- Tom und Jerry (1940)